# کاران رازدان
کاران رازدان (انگلیسی: Karan Razdan؛ زادهٔ ۱۹۶۱ (۶۳–۶۴ سال)) کارگردان، تهیه‌کننده و هنرپیشه اهل هند است.